# Zemský pedologický ústav
Zemský pedologický ústav byla československá organizace spoluzaložená roku 1935 Cyrilem Stejskalem a Františkem Čádou. Čáda měl v té době již zkušenosti s Pedologickým ústavem hlavního města Prahy, jenž založil roku 1910.
Zemskou instituci vedl Stejskal a organizace se věnovala handicapovaným a problematickým dětem po celém území Československa. Zrušen byl v prosinci roku 1938.